# Liste der Mitglieder des Ersten Vereinigten Landtages der Provinz Pommern
Diese Liste nennt die Mitglieder des Ersten Vereinigten Landtages aus der Provinz Pommern 1847.

## Hintergrund
Formal war der Vereinigte Landtag ein gemeinsames Zusammenkommen der Provinziallandtage Preußens. Entsprechend setzte sich die Gruppe der Abgeordneten aus der Provinz Pommern so zusammen, wie der Provinziallandtag der Provinz Pommern.

## Liste der Abgeordneten
| Kurie                                 | Wahlbezirk       | Abgeordneter                              | Anmerkung                                           |
| ------------------------------------- | ---------------- | ----------------------------------------- | --------------------------------------------------- |
| Stand der Prälaten, Grafen und Herren | Fürstentum Rügen | Wilhelm Malte I. Fürst zu Putbus          |                                                     |
| Ritterschaft                          |                  | Heinrich Leonhard von Arnim-Heinrichsdorf | Rittergutsbesitzer, Heinrichsdorf                   |
| Ritterschaft                          |                  | von Asch                                  | Kreisdeputierter und Rittmeister a. D., Müggenhagen |
| Ritterschaft                          |                  | von Bauck                                 | Rittergutsbesitzer, Klein Poplow                    |
| Ritterschaft                          |                  | Theodor von Bismarck-Bohlen               | Oberst a. D. und Rittergutsbesitzer, Carlsburg      |
| Ritterschaft                          |                  | Bernhard von Bismarck                     | Landrat und Rittergutsbesitzer, Jarchlin            |
| Ritterschaft                          |                  | Otto von Dycke                            | Regierungsrat a. D. Losentitz                       |
| Ritterschaft                          |                  | Heinrich Ernst Ludwig Karl von Flemming   | Rittergutsbesitzer, Basenthin                       |
| Ritterschaft                          |                  | August von Gadow                          | Kammerherr, Drechow                                 |
| Ritterschaft                          |                  | Carl Heinrich von Gerlach                 | Landrat a. D., Parsow                               |
| Ritterschaft                          |                  | Hans Hugo Erdmann von Gottberg            | Rittergutsbesitzer, Mahnwitz                        |
| Ritterschaft                          |                  | von Hagen                                 | Landschaftsrat, Premslaff                           |
| Ritterschaft                          |                  | Gustav von Hagenow                        | Rittergutsbesitzer auf Langenfelde                  |
| Ritterschaft                          |                  | Woldemar von Heyden                       | Rittergutsbesitzer, Cartlow                         |
| Ritterschaft                          |                  | von Hiller                                | Rittergutsbesitzer, Groß-Mokratz                    |
| Ritterschaft                          |                  | Anton von Kleist                          | Landrat, Nemitz                                     |
| Ritterschaft                          |                  | Heinrich von der Marwitz                  | Landrat und Landschaftsdirektor, Greifenberg        |
| Ritterschaft                          |                  | Georg August Adolf Heinrich von der Osten | Landrat, Witzmitz                                   |
| Ritterschaft                          |                  | von Puttkam(m)er                          | Landrat, Stettin                                    |
| Ritterschaft                          |                  | Heinrich von Puttkam(m)er (1789–1871)     | Rittergutsbesitzer, Reinfeld                        |
| Ritterschaft                          |                  | August Peter von Schöning                 | Geheimer Regierungs- und Landrat, Stargard          |
| Ritterschaft                          |                  | Maximilian von Schwerin-Putzar            | Landrat, Anclam                                     |
| Ritterschaft                          |                  | Karl von Steinaecker                      | Landrat, Major und Kammerherr, Greifenhagen         |
| Ritterschaft                          |                  | Adolf von Thadden-Trieglaff               | Premier-Leutnant a. D., Trieglaff                   |
| Ritterschaft                          |                  | von Weiher                                | Landschaftsrat, Vietzig                             |
| Städte                                |                  | Arndt                                     | Ratsmaurermeister Anclam                            |
| Städte                                |                  | Denzien                                   | Kaufmann und Mühlenbesitzer, Lauenburg              |
| Städte                                |                  | Karl Gustav Fabricius                     | Bürgermeister, Stralsund                            |
| Städte                                |                  | Grunau                                    | Kommerzienrat, Stolp                                |
| Städte                                |                  | Jahnke                                    | Kaufmann und Ratsherr, Swinemünde                   |
| Städte                                |                  | Krüger                                    | Kaufmann, Greifenhagen                              |
| Städte                                |                  | Kuschke                                   | Bürgermeister, Colberg                              |
| Städte                                |                  | Kuschke                                   | Stadtsyndikus, Treptow a. R.                        |
| Städte                                |                  | Kuß oder Kuss                             | Partikulier und unbesoldeter Ratsherr, Stargard     |
| Städte                                |                  | Friedrich Wilhelm Ockel                   | Bürgermeister, Tribsees                             |
| Städte                                |                  | Friedrich Oom                             | Bürgermeister, Barth                                |
| Städte                                |                  | Petschow                                  | Kaufmann und Ratsmann Ueckermünde                   |
| Städte                                |                  | Ritter                                    | Apotheker und Medizinal-Assessor, Stettin           |
| Städte                                |                  | E. H. Th. Stägemann                       | Bürgermeister, Wangerin                             |
| Städte                                |                  | Wilm                                      | Apotheker, Belgard                                  |
| Städte                                |                  | Johann Ernst Ludwig Ziemssen              | Bürgermeister, Greifswald                           |
| Landgemeinden                         |                  | Behling                                   | Schulze, Pancknin                                   |
| Landgemeinden                         |                  | Kundler                                   | Freischulze, Woltersdorf                            |
| Landgemeinden                         |                  | Lemke                                     | Schulze und Bauer, Medow                            |
| Landgemeinden                         |                  | Michaelis                                 | Gutsbesitzer, Rochow                                |
| Landgemeinden                         |                  | Müller                                    | Freischulze, Masselwitz                             |
| Landgemeinden                         |                  | Scheven                                   | Gutsbesitzer, Schönhoff                             |
| Landgemeinden                         |                  | von Schmidt                               | Erbpächter, Schellin                                |
| Landgemeinden                         |                  | Vahl                                      | Schulze, Lubmin                                     |